# 塩野義製薬
塩野義製薬株式会社（しおのぎせいやく、英語: SHIONOGI & CO., LTD.）は、大阪府大阪市中央区道修町三丁目に本社を置く、日本国内の大手製薬企業であり、処方箋医薬品と一般用医薬品を主とする製薬企業である。公式の社名略称としてシオノギ製薬、あるいはシオノギも用いられている。
社名の由来は、創業者の塩野義三郎の名に因むもの。ロゴマークは、天秤で薬量を正確に計量するために用いられた分銅に由来している。2022年7月に現代的且つ視認性向上を目的に再デザイン（マイナーチェンジ）された。

## 概要

塩野義製薬ロゴマーク

2017年7月時点の時価総額は、武田薬品工業、アステラス製薬、大塚ホールディングス、中外製薬に次いで医薬品セクターで5位に位置する。日経平均株価およびTOPIX Large70、JPX日経インデックス400の構成銘柄の一つ。

### 創業
創業者の塩野義三郎が、1878年（明治11年）3月17日に、大阪・道修町にて薬種問屋「塩野義三郎商店」を開く。塩野家と道修町との関係は、義三郎の祖父・初代吉兵衛 が、1789年、道修町の薬種商「塩野屋藤兵衛」家に12歳で奉公に出た時に始まる。初代吉兵衛は、1808年、塩野屋藤兵衛の別家として、言わば「のれん分け」というカタチで、塩野屋吉兵衛を名乗ることとなる。"塩野"姓を名乗るのは、続く二代目吉兵衛の時である（1872年）。なお、塩野屋という屋号自体は、道修町に残る最も古い文書（1658年）にも記載されており、道修町でも古いのれんを誇っていた。また、塩野義三郎の本家にあたる塩野屋吉兵衛は明治末期に香料へ事業を転換し、塩野香料として道修町で営業を続けている。

### 和漢薬問屋から洋薬専門メーカーへ
創業当初は和漢薬専門であったが、明治維新後の西洋医学普及に伴い、洋薬の需要が高まると共に、1886年、和漢薬専門から洋薬のみを取り扱う方針に切り替える。そして1909年には、自家新薬第一号として「アンタチヂン」（健胃制酸薬）を製造販売する。翌1911年には、1909年にドイツで開発された「サルバルサン」（梅毒治療薬）を輸入販売している。さらに1912年には強心剤「ヂギタミン」、1917年には睡眠鎮静剤「ドルミン」、1918年には下剤「ラキサトール」などを次々と製造販売する。また家庭用医薬品として、1926年に皮膚病新薬「オイロ」、1929年に水虫専用薬「ポンホリン」、1931年に痔薬「カヴィドール」、1933年に狭心症薬「ハセスロール」などの製品を販売する。この他、大日本臓器研究所（現・日本臓器製薬）が製造していた増血薬「マスチゲン」を取り扱ったり、また独・バイエル社の代表的薬品として知られるアスピリンのライセンスを得て、「シオノアスピリン錠」として、国内で製造販売するなどしていたことがある。

### 工場竣工・法人化
医薬品製造工場として、1892年に、相生工場、1910年には塩野製薬所、1921年には浦江試験所、1922年には杭瀬工場 を建設する。同時に販路を全国に拡大するための営業活動を展開しつつ、1919年に法人としての、株式会社 塩野義商店への改組を経て、1943年に現商号に変更、総合的な医薬品製造販売メーカーとしての基礎を固めた。

### 抗生物質へ本格参入
第二次世界大戦直後、シオノギは製薬業界の花形商品となった抗生物質、ペニシリンの開発を試みたが、技術面・資金面ともに力不足だったため、止む無く断念した。しかしその後も抗菌薬の研究を怠ることなく、処方箋医薬品市場が抗菌薬全盛時代を迎えた1980年代後半にかけて、抗菌薬で売上高首位を記録する。
主力となったのは、1960年代に新たに開発されたセファロスポリン系（セフェム系）抗生物質である。シオノギでは、製造元の米・イーライ・リリーから、発売間もない新製品を次々と導入し、自社で製品化していった。また自社研究所で創薬に成功したことで、シオノギは輸入商社としての機能に加えて、製造（製剤）能力および研究能力を兼ね備える一大医療薬品メーカーに成長した。

### 抗生物質薬市場衰退
シオノギは、医療用医薬品市場の重点疾患領域として、感染症領域、がん性疼痛緩和領域、そして循環器領域を主力としていた。
一方で、感染症治療薬の使用量は1980年代に入ると、抗菌薬濫用による薬剤耐性菌に対する懸念から横ばい状態となり、1990年以降大幅に減少した。それに伴い、抗生物質依存度の高かったシオノギの業績は急激に落ち込んだ。それを救ったのが、クレストールである。
クレストールは1991年にシオノギで創製後、1998年にアストラゼネカが開発を引き継いだ、HMG-CoA還元酵素阻害剤（脂質異常症治療薬）である。日本での承認は2005年であり、2009年10月では、100か国以上で承認及び80か国以上で販売されている。シオノギに入る特許料も大きく、同社は2010年以降業績を大きく持ち直した。
シオノギと医療用麻薬とのつながりは、麻薬生産者協会5社のうちの一社として、1948年に、モルヒネなどオピオイドの製造販売を開始したことに始まる。1989年には「WHO方式がん疼痛治療法」で必要な、MSコンチン錠（モルヒネ徐放錠） を発売。2003年には、オキシコンチン錠（オキシコドン徐放錠）、さらに2007年には、オキノーム散（オキシコドン散剤）を発売する。MSコンチン錠とオキシコドン各製剤は、共に「がん性疼痛治療薬」として、基本となる薬剤（成分および剤型）である。

### 業界屈指の営業部隊
種々の方法で製品化された有用な医薬品を、医療の最前線に届けるのは営業マン（プロパー）の仕事である。シオノギの営業と言えば、抗生物質全盛時代には最強の営業部隊として知られていた。文献検索や学会発表用のスライド作成だけではなく、学術的な発展のためにも処方元の医師のために限界までつくしたと言われている。そのプロパーのことを、シオノギでは当時すでにディテールマン と呼んでいた。例えば、自社抗菌薬の特性を論理的に説明（ディテール）する手助けとして、「PK/PD理論」のさきがけともなる考え方を世界に先駆けていち早く採用 していた。
製薬業界全体で、プロパーの呼称をMR（医薬情報担当者）と改めたのは1993年のことである。そしてその後の、国家公務員倫理規程の強化、女性MRの台頭、さらには日本製薬工業協会の申し合わせにより接待行為の全面禁止が2012年4月1日から実施されるなど、医療関係者（特に医師）とMRとの関係は急速に変化してきている。そうした中で、シオノギでは2012年初頭から、ディテールマン（医科向け営業マン）の属していた「学術部」の呼称を廃止している。
1886年の洋薬転換後、「シオノギ」ブランド で数多くの家庭用医薬品を取り扱っている。戦後に入ると、これら戦前からの家庭用薬品からは撤退し、1961年大阪市福島区の工場を研究所に格上げすると共に、病院向け抗生物質へ本格参入。抗生物質分野でのシェアを不動のものとする。
取り扱う医薬品の97%が医療用医薬品で占めており、主力は、高脂血症治療薬・抗生物質・癌性の疼痛治療薬である。かつては医薬品業界における同社のイメージと言えば、「抗生物質（抗菌剤）」と「強力な営業部隊」で知られ、かつて、抗生物質全盛の時代には、快進撃を続けていた医薬品メーカーであった。
しかし、売り上げを抗生物質に大きく依存していたため、薬剤耐性菌の問題が取り沙汰されて抗生物質自体の売れ行きが鈍くなると、一時急激な減益。先行きが危ぶまれたが、高脂血薬のクレストール開発販売が成功した2010年以降、急速に業績を回復しつつある。

## 沿革

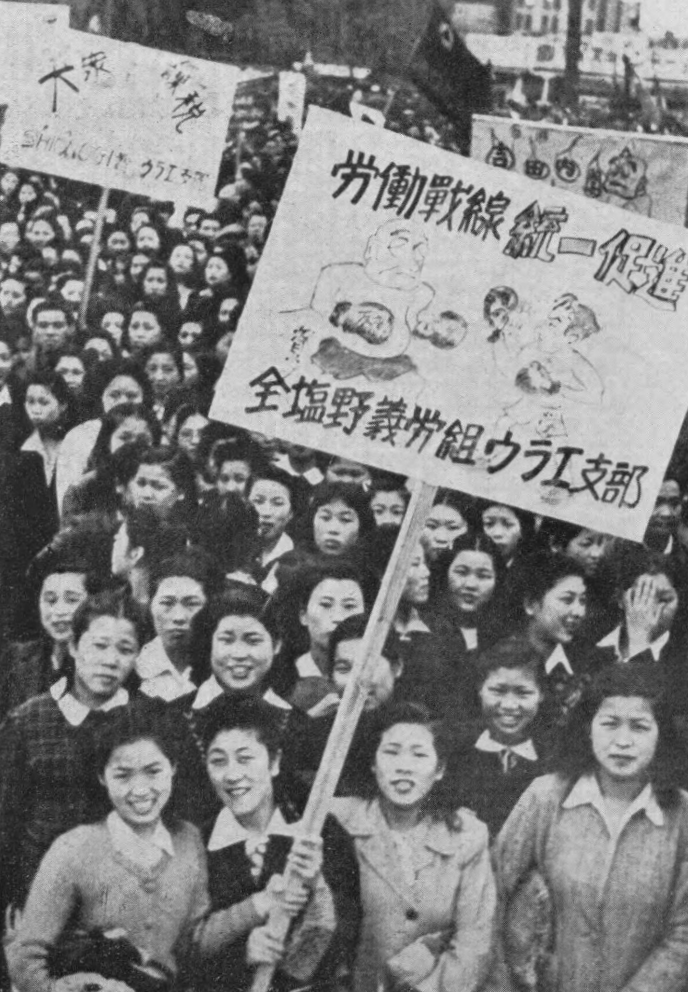
メーデーに参加する労働組合員（1949年5月1日）

- 1878年3月17日 - 大阪・道修町にて和漢薬問屋「塩野義三郎商店」として創業される。
- 1886年 - 洋薬問屋へ移行。
- 1909年 - 分銅マークを商標登録。
- 1910年 - 大阪府大阪市福島区鷺洲に工場（現:中央研究所）を竣工。
- 1919年6月5日 - 塩野義三郎商店と塩野製薬所を合併し、株式会社塩野義商店に組織変更。
- 1922年 - 兵庫県尼崎市杭瀬に工場を竣工。
- 1944年 - 大阪府豊中市に神崎川工場（現:新薬研究所）を竣工。
- 1943年7月 - 商号を塩野義製薬株式会社に変更。
- 1945年 - 塩野義化学工業を合併、当社の赤穂工場となる。
- 1947年 - 昭和天皇が尼崎市の杭瀬工場を視察（昭和天皇の戦後巡幸に一環）[12]。
- 1948年 - 薬用歯磨きの販売で、現在のサンスターと提携。
- 1949年 - 東京証券取引所並びに大阪証券取引所へ株式上場。
- 1950年 - 鎮痛薬「セデス」を発売。
- 1953年 - 総合ビタミン剤「ポポンS」を発売。
- 1957年 - 向精神薬の合剤「ベゲタミン」を発売。
- 1963年 - 動物薬品部・植物薬品部を設置。
- 1964年8月31日 - フジテレビで一社提供番組『シオノギ・ミュージックフェア』放送開始。
- 1968年 - 大阪府摂津市に物流センターを備えた摂津工場を竣工。
- 1969年 - サンスターとの提携解消。
- 1978年- 創業100周年を迎える
- 1983年 - 岩手県胆沢郡に金ヶ崎工場を竣工。
- 1998年7月1日 - 卸子会社11社を合併・再編し、オオモリ薬品となる。
- 1998年8月3日 - 医薬品の製造受託を行う完全子会社武州製薬を設立[注釈 16]。
- 2001年 - アメリカに子会社、シオノギUSAを設立。
- 2001年10月1日 - 植物薬品事業をアベンティス クロップサイエンス シオノギ（現:バイエルクロップサイエンス）へ業務移管。
- 2002年4月1日 - 動物薬品事業をベーリンガーインゲルハイム シオノギ ベトメディカ（現:ベーリンガーインゲルハイム アニマルヘルス ジャパン）へ、臨床検査部門をシオノギバイオメディカルラボラトリーズへそれぞれ業務移管。
- 2002年10月1日 - 子会社のオオモリ薬品がスズケンとの統合（吸収合併）により解散。
- 2003年
  - 4月1日 - 不動産関連、資産管理等を行っていた子会社6社を吸収合併。
  - 10月1日 - 工業薬品事業をDSL.ジャパンへ移管。
- 2004年4月1日 - 植物薬品・動物薬品の製造事業をハヤシアグロサイエンスへ譲渡。
- 2007年6月29日 - シオノギバイオメディカルラボラトリーズの当社保有株式をエスアールエルへ売却[注釈 17]。
- 2008年
  - 4月1日 - 創業家以外で初めての代表取締役社長（プロパー社長）が誕生。
  - 8月1日 - アメリカの大手製薬会社、サイエル・ファーマを買収。
- 2010年
  - 3月31日 - 子会社の武州製薬を投資ファンド（東京海上グループ系）へ売却。
  - 7月1日 - 米国事業を統括するShionogi inc.を設立。
  - 11月1日 - 日亜薬品工業（日亜化学工業との共同出資により設立）を完全子会社化、同社はシオノギファーマケミカルに商号変更。
- 2014年
  - 5月9日 - 4番目の中期経営計画となるSGS2020（Shionogi Growth Strategy 2020）を発表。
  - 9月12日 - 大阪国税局から約400億円の申告漏れを指摘され、承服できないとして異議を申し立てることが明らかとなる[13][14]。
- 2015年12月21日 - Meiji Seika ファルマ株式会社からムンディファーマ株式会社へ製造販売承認が承継された医療用「イソジン」の日本国内における独占的な販売提携契約を締結（2016年(平成28年)2月12日に「イソジンシュガーパスタ軟膏」の販売、同年8月1日に残りの全製品の販売を開始）[15]。
- 2016年
  - 4月1日 - 日本国内におけるコンシューマーヘルスケア事業を同年1月15日に当社の子会社として設立されたシオノギヘルスケアへ承継[16]。
  - 9月2日 - 前述の申告漏れ問題を巡り、追徴課税を不服として東京地方裁判所に訴訟を提起[17]。
  - 10月31日 - 中期経営計画SGS2020のアップデートを発表。
- 2017年
  - 4月3日 - 子会社のシオノギ総合サービスをビジネスサポート事業に専念し、事業ごとにシオノギデジタルサイエンス、シオノギビジネスパートナー、シオノギファーマコビジランスセンター、シオノギマーケティングソリューションズに会社分割するとともに、教育研修事業を担う新会社としてシオノギキャリア開発センターを設立[18]。
  - 5月26日 - ADHD治療薬インチュニブを日本で発売（製造販売元。プロモーション提携はシャイアー・ジャパン）。
  - 6月7日 - オピオイド誘発性便秘症治療薬スインプロイクを日本で発売。
  - 9月1日 - ペプチドリーム・積水化学工業との3社合弁で特殊ペプチド原薬の研究開発並びに製造・販売を行うペプチスターを設立[19]。
  - 10月31日 - UMNファーマとの間で資本業務提携契約を締結[20]。
- 2018年
  - 4月2日 - 障がい者雇用を推進するため、事業所内の清掃及びクリーニング業務を担う子会社としてシオノギスマイルハートを設立[21]。
  - 6月25日 - 子会社のシオノギヘルスケアがロート製薬との間で協業に向けた資本提携が発表され、当社が保有していたシオノギヘルスケアの株式の15%を同社が取得した[22]。
  - 7月18日 - 子会社のシオノギスマイルハートが特例子会社の認定を受ける[21]。
  - 10月1日 - 生産事業を担う子会社のシオノギファーマを設立[23]。
- 2019年
  - 4月1日 - 医薬品生産事業を吸収分割により子会社のシオノギファーマへ承継[注釈 18][24]。
  - 6月5日-創業145周年を迎える。
  - 6月13日 - ベンチャーファンドからの出資で設立されたカーブアウトベンチャー、ピオニエを2015年10月から行ってきた共同研究の終了に伴って全株式を買い取り、子会社化[25]。
  - 10月1日 - 子会社のピオニエを吸収合併[26]。
  - 10月4日 - エムスリーとの合弁により、疾患課題解決を目的としたストリーム・アイを設立[27]。
  - 12月19日 - UMNファーマを株式公開買い付けにより子会社化[28]。
- 2020年3月18日 - UMNファーマを株式併合により100%子会社化[29]。
- 2021年
  - 10月4日 - 日立製作所並びにそのグループ会社の日立医薬情報ソリューションズとの間でグループ内のIT業務に関する戦略的かつ長期的なパートナーシップに向けた基本合意書を締結[30]。
  - 12月31日 - 子会社のシオノギデジタルサイエンスを解散[31]。解散に伴い、戦略・企画業務を当社へ、ITシステムの運用・保守並びに一部の開発業務を日立医薬情報ソリューションズへそれぞれ移管される。
- 2022年
  - 7月1日
    - 長年使用してきたロゴマークをグループブランドマークとして再デザイン（マイナーチェンジ）。分銅をモチーフとした部分を「Reliatable Weight」、赤のリングを「Dynamic One Ring」として構成され、「SHIONOGI」の英字ロゴタイプもリファインされる[5]。
    - 組織再編に伴い、子会社のシオノギビジネスパートナーを存続会社として、同じく子会社のシオノギ総合サービス・シオノギキャリア開発センター・シオノギマーケティングソリューションズの3社を吸収合併し、オペレーション業務を集約[32]。

  - 10月25日 - 同年8月に100%出資による子会社として設立されたYui Connectionが事業を開始。ヘルスケアサービス提供企業への転換の足掛かりとして、小中学校向け教育支援サービス事業へ進出[33]。
  - 11月22日 - 国産初の新型コロナウイルス感染症（COVID-19）治療薬としてエンシトレルビル フマル酸（商品名ゾコーバ）を厚生労働省が緊急承認[34]。
- 2023年
  - 7月1日 - 子会社のシオノギビジネスパートナーが同じく子会社のシオノギファーマコビジランスセンターを吸収合併[35]。
  - 7月3日 - 子会社のシオノギビジネスパートナーの株式の一部をアクセンチュアへ譲渡し、同社との合弁会社化並びにグループ会社となる[35]。
- 2024年
  - 7月11日 - 2025年夏以降に、本社を北区のグラングリーン大阪に移転することを発表[36][37]。
- 2025年
  - 5月7日 - 日本たばこ産業（JT）の医薬品事業を買収すること[38]、そしてJTの子会社である鳥居薬品の完全子会社化[注釈 19]を目的として株式公開買い付け（TOB）を開始すると発表した[39]。
  - 11月27日 - 本社をグラングリーン大阪へ移転予定[40]。

## 感染症治療薬

### サルバルサンの輸入
シオノギが感染症治療薬を取り扱う様になったのは相当古く、1910年に学会発表された梅毒治療薬「サルバルサン」を、その年の末には開発元の独・ヘキストから輸入販売している。その後もシオノギは、世界の製薬企業から効能のある新薬の輸入販売を継続し、ことにアメリカ合衆国の医薬品大手であるイーライ・リリーとは、1909年にゼラチン・カプセルの輸入に始まり、1923年にはインスリンの輸入、1953年にはアイロタイシン・アイロゾンの独占的販売権の締結を経て、1966年にケフリンの取り扱いの他、1991年の塩酸バンコマイシンの輸入まで、長い関係を持っていた。

### ペニシリン開発失敗からシノミン（サルファ剤）開発へ
20世紀に於いて製薬業界の転機とも言えるのがペニシリンを始めとした抗生物質の発見・開発だったが、ことペニシリンに関しては第二次世界大戦直後の日本の製薬業界にとっては花形とも言え、シオノギを始め多くの会社が開発・製造に着手した。だが前述の様に、発酵技術の未熟や資金不足からシオノギは1949年に開発を断念する。自社でのペニシリン開発こそ頓挫したものの、抗菌薬そのものの基礎研究はそれ以降も継続され、1953年には、前出のイーライ・リリー社から導入した、マクロライド系抗生物質のアイロタイシンを、自社で製品化した。
さらに自社研究所で、持続性サルファ剤シノミン（スルファメトキサゾール）を新たに創製、1959年に販売を開始した。シノミンは、翌1960年には、瑞・ロシュ社へ技術導出 された。そしてその後、同研究所と英・ウエルカム社研究所の合同基礎研究によって、新たにST合剤（バクタ：スルファメトキサゾール・トリメトプリム製剤）として創製 され、今日まで世界中で広く使われている。

### 抗生物質最大手として
1980年代後半に医療用医薬品市場は、抗生物質全盛時代を迎える。それと共にシオノギの抗生物質の売り上げもピークに達した。その当時のシオノギの売上高の概略は以下のとおりである。総売り上げ約2,000億円（市場シェア5%強）で、売り上げ全体の約3分の2近くを抗生物質が占めていた（市場シェア約25%）。その中で、代表的な抗生物質の売り上げ高は、ケフラール（内服）約600億円、シオマリン（注射）約400億円であった。この2品目だけで、売り上げ全体のほぼ半分を占めていたことになる。なお、薬局薬店向け医薬品の割合は約3.5%である。「シオノギの経営」（脚注参照）
同社の主力となったのは、主にセファロスポリン系抗生物質である。セファロスポリン系（セフェム系）抗生物質は、1960年代に米・イーライ・リリー社によって製品化された新しい抗生物質である。シオノギでは、注射用剤として1965年（昭和40年）にケフリン、1967年にケフロジン、そして1970年に内服のケフレックスを次々と同社から導入して、自社で製品化していった。そしてその後、自社研究所で新薬創製に成功する。1981年に発売されたシオマリン（世界初のオキサセフェム系抗生物質）と、1988年に発売されたフルマリン（これもオキサセフェム系）であり、いずれも注射用製剤である。また内服では、ケフレックス（前述）に引き続いて、1981年発売のケフラールをイーライ・リリー社から導入、さらに自社研究所で1997年発売のフロモックスを創製している。これらもすべてセフェム系抗生物質である。
セフェム系抗生物質以外の、主な抗微生物薬としては、1991年に、イーライ・リリー社から塩酸バンコマイシン（グリコペプチド系抗生物質）を導入して販売開始。さらに自社研究所で、フィニバックス（カルバペネム系抗生物質）の創製に成功、2005年に販売を開始している。また2010年末には、ラピアクタ（抗インフルエンザウイルス剤）の販売を開始している。シオノギが米国のベンチャー企業（バイオクリスト）から導入して、日本国内で開発を行ったもので、世界初の注射用ノイラミニダーゼ阻害剤である。
その他にフラジール（メトロニダゾール）がある。1957年、仏・ローヌ・プーラン・ローラー社研究所で開発された抗トリコモナス剤である。1961年に国内にて販売開始、2005年になって、「ヘリコバクター・ピロリ除菌」（二次除菌）に関する効能・効果及び用法・用量が追加承認され、2010年には、除菌に関する効能・効果の範囲が拡大された。さらに2012年（平成24年）には、公知申請によって「細菌性腟症」の効能・効果及び用法・用量が追加承認された。

### 感染症薬適正使用推進室を創設
シオノギでは、2010年7月に“抗菌薬の適正使用を推進することで、耐性菌の出現を抑制し、既存抗菌薬が有効活用できる環境作りを支援する”との目的で、「感染症薬適正使用推進室」 を創設している。感染症治療の薬は、新薬の発売とそれに対する薬剤耐性菌の出現という、いわば“いたちごっこ”を繰り返してきた。
1980年代になると、抗生物質の使い過ぎと薬剤耐性の出現との関係が懸念され始め、抗生物質の使用量は、1980年代後半をピークに2010年頃には半分以下となった。そうした中で、世界中の製薬企業が抗菌薬市場から撤退し、薬価の低下から新薬の発売が殆ど見込めないという状況になっている。
しかし、薬剤耐性の脅威はむしろ増加している。例えば、多剤耐性菌による院内感染の社会問題化、あるいは未知のウイルス出現である。塩野義製薬は世界でも数少ない感染症治療薬の開発企業で、今後の動向が注目される。

## 主な商品

### 医療用医薬品

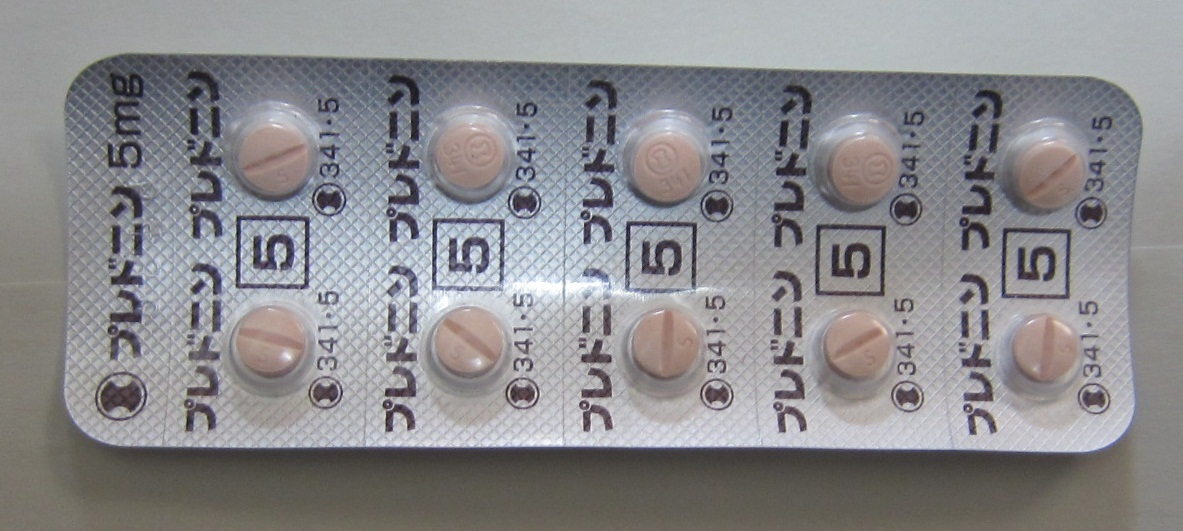
プレドニン

- インチュニブ：ADHD治療薬（一般名 グアンファシン、販売：武田薬品工業）
- ビバンセ：ADHD治療薬（一般名 リスデキサンフェタミン、販売：武田薬品工業）
- スインプロイク：オピオイド誘発性便秘症治療薬（一般名 ナルデメジン シオノギ製薬創製、初のグローバル開発品、アメリカではオピオイドトップシェアのパデュー社より発売）
- クレストール：スタチン系脂質異常症治療薬（シオノギ製薬創製、2023年6月まではアストラゼネカ株式会社と併売していたが、2023年7月以降は販売移管によりアストラゼネカより単独販売）
- ランデル（一般名 エホニジピン）：カルシウム拮抗剤、高血圧治療薬（ゼリア新薬と併売）
- ロンゲス：ACE阻害薬、高血圧治療薬
- フロモックス（一般名 セフカペンピポキシル塩酸塩）：セフェム系抗生物質
- クラリチン（一般名 ロラタジン）：抗アレルギー剤（2015年5月まではMSD株式会社と併売していたが、同年6月からは販売移管によりバイエル薬品との併売となった。）
- コランチル：胃炎・消化性潰瘍治療薬
- ケフラール（一般名 セファクロル）：セフェム系抗生物質
- PL配合顆粒（主成分 エテンザミド・アセトアミノフェン）：いわゆる、総合感冒薬  ※「PL」は一般用医薬品（以下参照）の「PyLon」から（後発医薬品としては、セラピナ配合顆粒（シオノケミカル製造、ファイザー（マイラン製薬より交代）、日本ジェネリックなどから発売）などがあるが、薬価は銭単位の違いであり、ほぼ同額である。調剤報酬適用で、その差がほぼ0円となってしまう。）。
- 幼児用PL配合顆粒
- リンデロン（一般名 ベタメタゾン）：ステロイド剤（メルクからの導入品）
- ベゲタミン：クロルプロマジン・プロメタジン・フェノバルビタールの抗精神病薬配合剤。他社製が無く、世界でも日本のみ販売されていたが、2016年12月31日をもって終売。
- ベンザリン（一般名 ニトラゼパム）：睡眠薬
- ヒルナミン
- ラピアクタ（一般名 ペラミビル）：抗インフルエンザウイルス剤。既存のタミフル・リレンザのように経口での摂取が難しい患者を考慮し、点滴剤となっている。日本が初めての上市で、国際誕生となった。
- ゾフルーザ（一般名 バロキサビルマルボキシル）：抗インフルエンザウイルス剤。
- SG配合顆粒 1g（主成分 アセトアミノフェン）：鎮痛剤。特許期間内であるため、後発医薬品は存在しない。※「SG」は一般用医薬品（以下参照）の「セデス・ハイG」から。
- オキシコンチン、オキノーム、オキファスト：オピオイド系鎮痛剤
- プレドニン（一般名 プレドニゾロン）：ステロイド剤（合成副腎皮質ホルモン剤）
- メジコン（一般名 デキストロメトルファン臭化水素酸塩）：鎮咳薬
- サインバルタ（一般名 デュロキセチン）：抗うつ薬、糖尿病性神経障害に伴う疼痛、線維筋痛症に伴う疼痛、慢性腰痛症伴う疼痛、変形性関節症に伴う疼痛（日本イーライリリーと併売）
- イソジン（一般名 ポビドンヨード）：外用殺菌消毒薬、含嗽剤（製造販売元:ムンディファーマ）

## スポンサー活動

### ミュージックフェア
1964年の放送開始からフジテレビ系列の一部（2022年4月現在17局ネット、11局非放送）で、今日まで放送されている音楽番組『ミュージックフェア』（2001年4月7日から2008年9月27日までは『ミュージックフェア21』）のスポンサーを半世紀以上にわたって継続している。但し、東北地方太平洋沖地震（東日本大震災）の影響から2011年3月19日放送分を、中居正広・フジテレビ問題の影響から2025年1月25日以降6月現在までの放送分のスポンサー自粛を行い、ACジャパンなどのCMで穴埋めしている。
長きにわたって、企業CM中心で放送しており、1970年代からは、声優でナレーターの野田圭一→仲村秀生を起用し「シオノギはあなたの健康に奉仕するため 今日もかゆみない努力をつづけています」と銘打ち、総合ビタミン剤のポポンS、総合感冒薬（カプセル剤）のパイロンカプセル（現在は顆粒剤のパイロンPL顆粒Pro。なお、風邪が比較的少ない冬以外の季節は放送がなかったこともある）、解熱鎮痛剤のセデスA錠（現在は新セデス錠）の3つをセットとして、薬店で手に入る市販薬（OTC医薬品）の宣伝をミニ・インフォマーシャル形式でオンエアしていた（薬の紹介についてのナレーションは宮崎総子→北浜晴子が担当した）。本編終了後のエンディングでは、シオノギの社章である分銅マークについての説明を述べるCM、という構成になっていた。
1970年代当時、日本のテレビ業界では、まだCMにおけるBGMの必要性を認識していた人物が少なかったことや、映像機材が高価であったことに加え、宣伝にも多額の費用がかかる時代だったこともあり、この番組でのシオノギのスポンサークレジットの読み上げや、CMは全て無音映像ならびに、スチル画像の連続による映像の構成、野田圭一→仲村秀生と宮崎総子→北浜晴子によるナレーションのみで放送されていた。なお、『ミュージックフェア』開始初期の1971年頃まではスチル映像ではなくフィルム構成の映像が使われていたが、バックが無音で、ナレーションが入る構成はこの頃から変わっていない。
番組内で流れるCMは、その後、1983年は上記の構成を踏襲しながらも、スキャニメイトを用いたVTR形式に変わりBGMも追加された。1984年からは現在の一般的なCM放映に変更されたが、1997年3月までの番組開始ならびに番組終了の際のスポンサークレジットの読み上げは、2001年4月に「ミュージックフェア21」として土曜18時枠へ移動するまで、依然として無音ならびに固定画面映像という状況が続いた。2022年7月時点ではこの状況が変化し、スタジオでの歌唱シーンやトーク中の動いている映像に提供クレジットを表示となっている。
なお、2001年の『ミュージックフェア21』のスタートと同時に、同社のローマ字表記であるSHIONOGIから「SONG（ソング）」を取り上げた、歌とクスリをテーマにした「SONG For You（ソング・フォー・ユー）」という企業CMを放送中である（三原徹司→磯部弘のナレーション付）。この時はこれに加え、「SONG For You」のキャッチフレーズが、個々の製品CMにも使用されていたが、2013年6月に当社の公式サイト及びセデス・ハイのCMがリニューアルしたことを皮切りに、この前述の企業CM及びポポンSプラスのCMを除いてキャッチフレーズを外していた。2015年3月以降は「クッションコレクトEZ」のみだったが、同年11月は「コレクトXYLクリーム／さわやかコレクトW抗菌」のCMにもキャッチフレーズを付加しており、2016年4月から2019年まではシオノギ製薬のロゴ部分をシオノギヘルスケアに差し替えしただけであるためキャッチフレーズはそのままである。
当番組の出演では、同業他社のCM出演中の歌手は原則として出演していないが、同業他社契約中であってもシオノギが手がけていない製品の場合、歌手の出演は可能となっている。また、2001年から2016年3月までの司会者だったホンジャマカの恵俊彰の場合は、相方の石塚英彦が同業他社（第一三共ヘルスケア）の一般用胃腸薬のCMに出演しているものの、グループではなく個人で扱っている関係上、恵が出演していないため問題はないとしている。
前述の『ミュージックフェア』のスポンサーを長年にわたって担当していることもあり、フジテレビとの関係 は非常に密接で、『ミュージックフェア』以外にも、現在も提供している『FNSの日』（タイトルはその年により異なるが、2002年以降は基本的に『FNS27時間テレビ』と称している）や、過去には『笑っていいとも!』や『クイズ!ヘキサゴン』などのスポンサーを担当したこともあった。
なお、コンシューマーヘルスケアについては事業がシオノギヘルスケアへ分社化された2016年4月以降、『ミュージックフェア』のスポンサークレジットは従来通り「シオノギ製薬」のままだが（塩野義製薬本体も医療用医薬品事業などの企業CMを出稿しているため）、同年7月に放送された30回目の『FNSの日』である『FNS27時間テレビフェスティバル!』のスポンサークレジットは「シオノギヘルスケア」となった。
前述した2022年7月のグループスローガンの制定に伴い、同年7月2日の放送から、スポンサークレジット表記が「シオノギ製薬」から「SHIONOGI」に変更され、同時にタイトルロゴの「MUSIC FAIR」の上にある赤字の「SHIONOGI」もグループブランドロゴタイプに変更されている。
サンスターとのオーラルケア商品の販売提携解消を経た1970年代中期以降、スポンサードネットの対象を人口規模の多い都道府県の系列局限定としているため、1973年に当時3系列クロスで編成が逼迫していたNST新潟総合テレビが放送を打ち切り、1981年に収益の面で割に合わないと判断した県の系列局を中心に、スポンサー出稿や放送の打ち切りを通告している（秋田テレビ・石川テレビ・さんいん中央テレビ・沖縄テレビなど）。また、現在も3系列クロス局のテレビ宮崎と他系列優先だった期間が長かった福島テレビや鹿児島テレビでは放送経験がない。またこれらの地域で（タイトルから『シオノギ』を外した上での）別スポンサー（またはスポットCMのみ）での番組販売扱いでの放送を可能とする便宜も一切図っていない。ただし、その他の複数社提供番組については当該地での放送分（他系列局の番組を含む）でもスポンサーを降板せずにそのまま出稿しているほか、スポットCMの出稿や各局制作ローカル番組への小口提供スポンサー（複数社提供）への参加については頻度は少ないが皆無ではない（いずれも、分社後は個人向けを対象としたシオノギヘルスケア単独での出稿が中心）。2024年現在でもネット受けを続けている局で、放送開始以来途切れずに放送を続けているのは関西テレビ（放送エリア内に本社がある）のみとなっている。また、岩手めんこいテレビでも岩手県内（金ケ崎町）に工場があるという縁で1991年の開局以来放送が続いている。
しかし、2025年1月にフジテレビにおける中居正広の女性トラブル問題が報じられたことを受けて、単独スポンサーである塩野義製薬は提供クレジット等から企業名を外した上で放送を続けることを検討していると報じられた。

### 人に歴史あり
『ミュージックフェア』に続き、1968年から1981年まで、東京12チャンネル（現:テレビ東京）系列局にて、文藝春秋の協力により、各界著名人の生涯を八木治郎の司会で紹介した『人に歴史あり』の一社提供を務めた。

### モータースポーツ
1992年-1994年までF1のチーム・ロータスのスポンサーとなり、1995年からは全日本F3000（翌年よりフォーミュラ・ニッポンに移行）のノバエンジニアリングのメインスポンサーを務め、「SHIONOGI TEAM NOVA」として1999年まで参戦している。
マシンには“SHIONOGI”のロゴが貼られていたが、“新ポポンS”という日本語のロゴを貼ることもあった。また、その当時の「ポポンS」のテレビCMにマシンの走行シーンを使用している。当時チーム・ロータスのドライバーだったミカ・ハッキネン、ジョニー・ハーバートがCMの走行シーンに登場している。

### その他
1966年、「シオノギ・テレビ劇場」と「ミュージックフェア」の提供に対し、第3回ギャラクシー賞 テレビ・個人部門を受賞。
同社が本社を置く大阪のFM局として知られる、FM802で土曜朝6時から12時まで放送されている『SATURDAY AMUSIC ISLANDS』で午前8時から9時半までのパート、「SHINOGI SOUND FREEWAY」のスポンサーを担当していた（1990年代から2005年頃まで）。元々FM802は関西のテレビ局、毎日放送 が主要株主であることもあり（同社は関西の放送局の中では、毎日放送との関係が密接で、平日昼の時間にはCMが多数放送されている）、その経緯でスポンサーを担当しており、他にも毎日放送の制作で、TBS系列局で全国放映されていた『すてきな出逢い いい朝8時』、1994年から1999年までの『毎日甲子園ボウル』（全国ネットでの放送は2007年まで続いた）のスポンサーを担当していた事もある。
過去には日本テレビ系列局を中心に長年にわたり放送されてきた日本医師会提供番組（健康増進時代→Oh!診→からだ元気科）で医師会とともに毎週持ち回りでスポンサーを務める大手製薬会社のうちの一社として随時提供クレジット及びCMを放映していた。
近年では時代の変化もあり、かつてから付き合いの深いフジテレビと毎日放送との関係のみならず、他のテレビ局でも同社のテレビCMが積極的に放映されるようになっており、最近では朝日放送で長年に渡り、関西ローカルで放送され続けている『おはよう朝日です』 でスポンサーを担当するなどしている。

### CM出演者
シオノギヘルスケアに承継した一般用医薬品・医薬部外品等のCMについては、塩野義製薬時代も含めて、シオノギヘルスケア#CM出演者を参照。
- 現在
  - 塩野義製薬本体が出稿しているシオノギグループ企業CMでは、特定のタレントを前面に出さず、イメージ映像中心で構成。
- 過去の出演者
  - 柳原可奈子（ニキビは皮フ科へシリーズ） - 2010年度版の30秒バージョンはアニメーション付き。このバージョンは「ミュージックフェア」限定であるため、オチは「また来週、ピンポ〜ン」で締める。
  - バナナマン（同上）
  - ブラックマヨネーズ（ニキビは皮フ科へシリーズ）
  - 尾木直樹（インフルエンザ治療） - 30秒バージョンでの当社ロゴは最後ではなく中盤で登場する。
  - 藤村俊二（がんの痛み）
  - 佐藤旭 - （動脈硬化編）

## テレビ番組
- 日経スペシャル カンブリア宮殿 新薬でインフルエンザと戦う（2019年1月24日、テレビ東京）[50]

## 製造・研究拠点

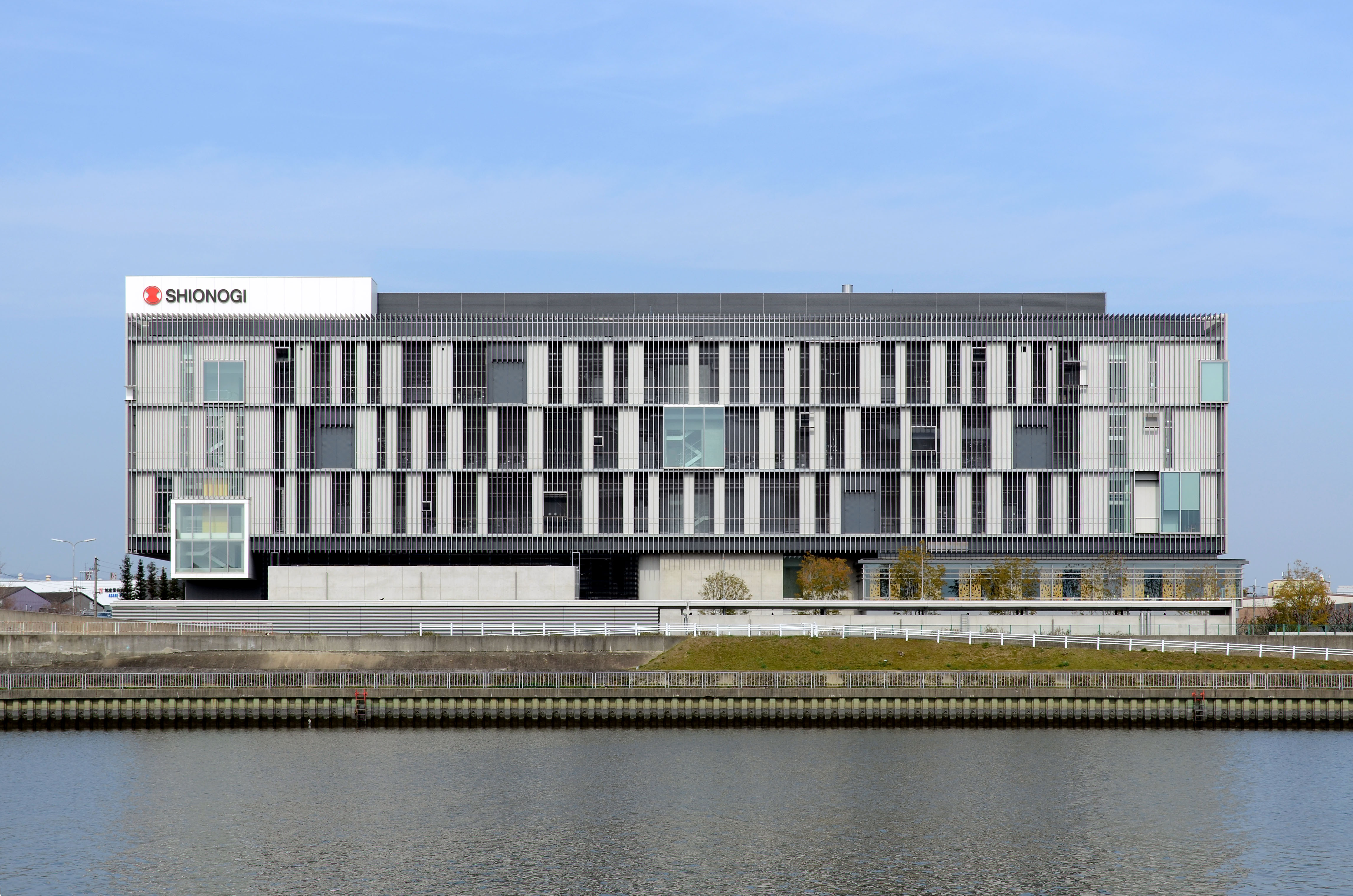
塩野義製薬 医薬研究センター SPRC4

### 研究所
- 医薬研究センター（大阪府豊中市）
  - 2011年に、下記4施設の研究業務を集約し新設された[51]。
- 中央研究所（大阪府大阪市福島区）
  - かつては、工場だった。2014年に売却され、現存しない。
- 新薬研究所（大阪府豊中市）
  - かつては神崎川工場だったが、摂津工場開設後は、研究所に建て替えた。
- 医科学研究所（大阪府摂津市）
- 油日ラボラトリーズ（滋賀県甲賀市）
  - 医療用医薬品の合成・探索・薬効評価を中心とした創薬研究、ならびに実験用動物の育成を行う。

### 工場・事業所
シオノギファーマに分社化される直前の工場を掲載。分社化後の工場・事業所案内はシオノギファーマを参照。
- 杭瀬事業所（兵庫県尼崎市）
  - かつては医薬品製造の拠点だったが、新薬開発や治験薬製造を中心とした医薬品開発拠点へと転換を図っている。
- 摂津工場（大阪府摂津市）
  - シオノギ主力製品の製剤や小分包装などを行う。
- 金ケ崎工場（岩手県胆沢郡金ケ崎町）
  - 自社開発の抗生物質の原末から製剤・包装までの一貫製造と、開発された抗生物質の新薬のパイロット製造を行う。

## グループ会社
※全て株式会社である。
- シオノギヘルスケア - OTC医薬品・医薬部外品等の開発・製造・販売（ロート製薬も一部出資している）
- シオノギファーマ - 医療用医薬品、治験薬等の製造、販売、分析・試験、医薬エンジニアリング
- シオノギテクノアドバンスリサーチ - 実験系研究支援業務の受託
- 油日アグロリサーチ - 農業生産資材の試験受託
- シオノギスマイルハート - 事業所内の共有スペースの清掃並びに従業員のユニフォームのクリーニング業務（特例子会社）
- Yui Connection - 教育及びヘルスケアに関するソリューション提供、システム開発、人材育成及び研修